# 駒村資正
駒村 資正（こまむら すけまさ 1894年6月14日 - 1969年10月22日）は、日本の実業家。政商。大正時代から昭和時代にかけて活動した。

## 経歴
1894年に奈良県に生まれる。1915年に大阪高商（現大阪市立大学）を卒業後、三井物産に入社。綿花を取り扱う綿花部に配属される。1919年に棉花部が東洋棉花として独立した際に移り、海外で棉花の買い付けに従事した。1931年に昭和棉花常務、1945年には江商の社長に就任した。第二次世界大戦後は政財界に面識を広げ、関西財界のみならず全国区の論客としても知られるようになり、通商産業省顧問、大阪商工会議所副会頭、日本綿花協会理事長、経団連常任理事、日本貿易振興会理事長などを歴任した。
晩年、出身母体の江商は、海外取引の失敗などにより経営が悪化。1967年には兼松と合併して兼松江商（現・兼松）となった。
1969年10月22日、喉癌のため兵庫県神戸市の自宅で死去。

## 受章
- 1966年 - 勲二等瑞宝章